# André Chéret
Pour les articles homonymes, voir Chéret.
André Chéret, né le 27 juin 1937 à Paris 2e et mort le 5 mars 2020,, à Montreuil, est un dessinateur de bande dessinée français. Il est surtout connu pour avoir créé Rahan en 1969 avec le scénariste Roger Lécureux, série qu'il dessinera jusqu'en 2015.

## Biographie
Né le 27 juin 1937 à Paris, André Chéret est placé dans une famille d’agriculteurs de l’Allier lorsque la Seconde Guerre mondiale éclate. Il se passionne alors pour le dessin et croque de nombreux animaux. Il découvre la bande dessinée à travers la lecture des illustrés Tarzan (dans lequel sont parfois publiées des bandes signées Burne Hogarth) et Fillette que lisent ses sœurs et dans lequel il découvre la série Durga Râni, reine des jungles dessinée par Pellos.
En 1952, il trouve un emploi dans une imprimerie, puis dans une maison spécialisée dans la publicité pour le cinéma pour laquelle il se perfectionne dans la réalisation des illustrations à la peinture et au lavis, ce qui lui permet de réaliser également des travaux d'illustration pour des revues féminines (Bonnes Soirées, Nous Deux, Intimité…). Au cours de son service militaire en 1958 à Baden-Baden en Allemagne, il réalise des dessins humoristiques et des illustrations publiés dans La Revue des Forces Françaises. C'est dans cette revue qu'il publie sa première bande dessinée, Nicéphore Dupont ,,,.
C'est à la rédaction de cette revue qu'André Chéret fait la connaissance d'un autre auteur de bandes dessinées et illustrateur, Pierre Koernig, lequel l'entraîne avec son ami Jean Giraud, qui effectuait également son service militaire, à vendre quelques travaux d'illustrations au cours de leurs permissions à Paris,.
Grâce à Pierre Koernig, André Chéret publie sa première bande dessinée, sur un scénario de celui-ci, dans le périodique Fripounet et Marisette, un court récit humoristique intitulé Paulo et la furie du rodéo dans le no 21 du 24 mai 1959,, mais c'est surtout pour l'hebdomadaire Cœurs vaillants, rebaptisé J2 jeunes en 1963, qu'il travaille, fournissant quantité de récits complets entre 1959 et 1964,.
Parallèlement, André Chéret livre des illustrations et de courtes bandes, toujours en collaboration avec Pierre Koernig, notamment pour L’Avant-garde et réalise également des illustrations de nouvelles, pour la presse régionale, notamment L’Étonnant Monsieur K. dans Paris Jour en 1960, Les Réfugiés dans La Montagne, Bonne Soirée et Le Progrès en 1961, et Sherlock Holmes dans La Voix du Nord en 1961,.
Il livre également des illustrations pour Radar, le magazine hebdomadaire français de faits divers des Éditions Nuit et Jour, dont le dessinateur principal est alors Angelo Di Marco, lequel va l’amener à reprendre, à sa suite, dans l’hebdomadaire Mireille, les séries Monica, hôtesse de l’air, dont il dessine dix récits complets de 8 à 10 pages entre avril 1962 et 1963, et Rock l’invincible,,,,.
En mai 1962, pour les éditions Vaillant, André Chéret reprend le dessin de la série Bob Mallard écrite par Jean Sanitas qu’il anime jusqu’en 1969 dans les pages de Vaillant puis de Pif.
Pour J2 Jeunes, André Chéret crée ensuite une nouvelle série, Karl, sur scénario de Jean-Paul Benoît qui connaît quatre aventures jusqu’en 1968,.
Il publie encore quelques récits complets entre 1966 et 1969 dans le magazine Francs Jeux et surtout une adaptation de la série télévisée Vidocq dans Télé Feuilleton.
En février 1969, dans le premier numéro de Pif Gadget, André Chéret et Roger Lecureux publient le premier épisode de Rahan, une nouvelle série se déroulant dans un monde préhistorique imaginaire qui rencontre un énorme succès et à laquelle André Chéret se consacre presque exclusivement pendant 45 ans. La série est régulièrement présente dans les pages de Pif Gadget jusqu’en 2008 et est ensuite publiée directement en albums par les éditions Lecureux. Une série dérivée, Le Petit Rahan, est publiée en 1994 et 1995 sous forme de cinq albums par les éditions Soleil Productions,.
A côté de Rahan, André Chéret tente de créer, sans succès, de nouvelles séries. C’est tout d’abord Domino, écrite par Greg puis poursuivie par Jean Van Hamme à partir du second épisode, publiée entre 1973 et 1981 dans Tintin puis en cinq albums aux éditions du Lombard entre 1979 et 1982, puis Anaël aux yeux d’or, écrite par Serge Broussine sous le pseudonyme de Sacha, qui ne connaît qu’un épisode publié en 1978 dans le périodique Les Visiteurs du mercredi.
En 1979, le premier épisode des aventures de Michel Brazier, sur scénario de Jean-Michel Charlier, est publié dans Spirou. Accaparé par ses autres activités, Charlier n’écrit jamais la suite de l’histoire et ce seul épisode demeure inédit en album jusqu’à sa publication par les éditions Fordis en 2015.
Alors qu'il a un différend avec les éditions Vaillant au sujet de la paternité de la création de Rahan et qu'il est écarté par l'éditeur qui confie le dessin de la série à un autre dessinateur, André Chéret doit travailler à l'extérieur des éditions Vaillant. Gavroche, sur scénario de Jean Ollivier d'après Victor Hugo, paraît en album chez Hachette en 1983 après que 20 pages ont été publiées dans Pif Gadget no 531 en 1979, suivies par une biographie de Yannick Noah écrite par Claude Gendrot, publiée dans Le Journal de Mickey puis en album chez Hachette en 1984 sous le titre Il était une fois Yannick Noah. André Chéret participe ensuite à L’Encyclopédie en bandes dessinées pour laquelle il dessine Les Aventures de Protéo, sur scénario de Jean-Gérard Imbar, dont sept albums sont publiés par les éditions Auzou en 1985 puis de 1996 à 1999, alors qu'il a repris le dessin de Rahan, et travaille pour le périodique Judo magazine à partir de 2000 où il publie Kyu! sur scénario d’Emmanuel Charlot, dont un album est publié en 2009 par K.éditions,.
En 2003 et 2004, André Chéret publie aux Editions Joker deux aventures de Ly Noock sur scénario de Michel Rodrigue, puis, en 2007 aux éditions Bamboo, l’adaptation en bande dessinée du documentaire télévisé réalisé par Jacques Malaterre, Le Sacre de l'homme, en 2007 et enfin, en 2009 et 2012, Le Dernier des Mohégans, sur scénario de Pfm,.
Alors que la suite des aventures de Michel Brazier est annoncée aux éditions Fordis, Christian Godard écrivant la suite du scénario abandonné par Jean-Michel Charlier en 1979, la maladie contraint André Chéret à mettre un terme à sa carrière,.

### Famille
André Chéret rencontre en 1974 et épouse Chantal Sauger (1951-2017), et cette dernière, formée par ses soins, devient sa coloriste attitrée,.
Pendant plus de 30 ans, André et Chantal Chéret ont habité le village solognot de La Ferté-Saint-Cyr dont André Chéret, un temps conseiller municipal, a créé le logo et dont l'école porte depuis avril 2017 le nom de Rahan. À la suite de la mort de son épouse à Blois en septembre 2017, il se retire en région parisienne.

### Mort
Le créateur de Rahan meurt le 5 mars 2020 à l'âge de 82 ans à Montreuil.

## Publications

### Périodiques

#### Vaillant
- 7 histoires à suivre et 35 récits courts de Bob Mallard, avec Sani, 1962-1969.

#### Cœurs vaillants
- 9 récits courts, 1962-1963.

#### J2 Jeunes
- 8 récits courts, 1963-1966.
- 3 histoires à suivre de Karl, 1966-1968.

#### Pif Gadget
- Une centaine de récits courts de Rahan, avec Roger Lécureux, 1969-1987.
- 6 récits courts de Bob Mallard, avec Sani, 1969.
- 11 récits courts de Rahan, seul ou avec Antman, 2004-2008.

#### Tintin
- 5 récits courts de Domino, avec Greg, 1973.
- 4 histoires à suivre de Domino, avec Jean Van Hamme, 1974-1981.

#### Spirou
- Michel Brazier, avec Jean-Michel Charlier, 1979.

#### Le Journal de Mickey
- Il était une fois Yannick Noah, avec Claude Gendrot, 1984.

### Séries

#### Rahan
- Rahan, avec Roger Lécureux (scénario), Éditions Vaillant puis Hachette puis Kangourou puis Messidor, 74 recueils d'histoires courtes, 1971-1987.
- Les Nouvelles aventures de Rahan, avec Roger Lécureux (scénario) et Chantal Chéret (couleurs), Novedi
  1. Rahan contre le temps, 1991.
  2. La Mangeuse d'hommes, 1992.
  3. Rahan le tueur, 1993.
- Rahan, fils des âges farouches, avec Roger Lécureux (scénario tomes 1 à 5), Jean-François Lecureux (scénario tomes 6 à 11) et Chantal Chéret (couleurs), Éditions Lécureux (tomes 1 à 11) puis Soleil Productions (tome 12)
  1. Le Mariage de Rahan, 1999.
  2. La Montagne fendue, 2000.
  3. Le Fils de Rahan, 2002.
  4. Les Bêtes folles, 2003.
  5. Le Secret de Solutré, 2004.
  6. La Liane magique, 2005.
  7. Le Combat de Pierrette, 2006.
  8. Le Trésor de Bélesta, 2007.
  9. La Horde des Bannis, 2008.
  10. La Légende de la grotte de Niaux, 2009.
  11. L'Incroyable Romain La Roche, 2010.
  12. Les Fantômes du Mont-Bleu, 2015.
- Intégrale Vaillant, 42 tomes, 1983-1987.
- Intégrale Soleil Productions, 28 tomes, 1992-2011.
- Intégrale Tout Rahan, Soleil, 25 tomes, 1998-2011.
- Rahan intégrale noir et blanc, Soleil, 10 tomes, 2009-2014.
- Intégrale Rahan - La Collection, Altaya, 67 tomes, 2011-2013.
- Nouvelle Intégrale Soleil Productions (50 ème anniversaire), 26 tomes, 2019.

#### Bob Mallard
avec Sani (scénario), éditions Jeunesse et Vacances
- 6 recueils bimestriels d'histoires courtes, noir et blanc, 1977-1978.

#### Domino
avec Greg (scénario tome 1) puis Jean Van Hamme (scénario tomes 2 à 5), Le Lombard
1. Domino, 1979.
2. Cavalcade pour Domino, 1979.
3. Domino contre Justicias, 1980.
4. Les Amours de Domino, 1981.
5. Domino et les agents secrets, 1982.

#### L'Encyclopédie en bandes dessinées
avec Jean-Gérard Imbar (scénario), Editions Philippe Auzou
1. Super-Greuhu, 1981.
2. Etat d'urgence, 1981.
3. Opération disco, 1981.
4. Extermination, 1981.
5. Folie & Cie, 1981.
6. Le Fils des lunes, 1981.
7. Le Grand Chemin, 1981.
8. Foresta, 1981.
9. Péril formX, 1981.
10. Les Naufrageurs, 1981.
11. Protéo contre Protéo, 1982.
12. Le Monstre de la serpentine, 1982.
13. Bras de fer, 1982.
14. Maître du monde, 1982.
15. La dernière métamorphose, 1982.

#### Protéo
avec Jean-Gérard Imbar (scénario) et Chantal Chéret (couleurs), Editions Philippe Auzou
1. Les Bannis - Préhistoire 1, 1985.
2. Le Dragon du Mont-Tombe - Préhistoire 2, 1985.
3. Le Sablier de la mort, 1996.
4. Le Tyran de Lanxian, 1997.
5. Les Ténébrions de Babylone, 1997.
6. Le Dieu maudit, 1998.
7. La Triade rebelle, 1998.

#### Le Petit Rahan
avec Roger Lécureux (scénario) et Chantal Chéret (couleurs), Soleil Productions, coll. « Soleil Junior »
1. Tome 1, 1994.
2. Tome 2, 1994.
3. Tome 3, 1994.
4. Tome 4, 1995.

#### Ly-Noock
avec Michel Rodrigue (scénario) et Chantal Chéret (couleurs), Éditions Joker
1. Félines, 2003.
2. Guerrières, 2004.

#### Michel Brazier
avec Jean-Michel Charlier (scénario) et Chantal Chéret (couleurs), Fordis coll. « Patrimoine »
1. La Machination, 2015

### One Shot

#### Anaël aux yeux d'or
avec Sacha (scénario), Bédésup, 1980.

#### Gavroche
avec Jean Ollivier (scénario, d'après Victor Hugo) et Chantal Chéret (couleurs), Hachette, 1983.

#### Il était une fois Yannick Noah
avec Claude Gendrot (scénario) et Chantal Chéret (couleurs), Hachette, 1984.

#### Le Sacre de l'homme. Homo sapiens invente les civilisations
avec Loïc Malnati et Jacques Malaterre (scénario), Bamboo Édition, coll. « Angle de vue », 2007.

#### Le Dernier des Mohégans
avec Pfm, Bamboo, Grand Angle
1. L'Ancêtre, 2009.
2. L'Ancêtre, reprise du tome 1 et fin de l'histoire, 2012.

#### Kyu! Le secret du judo
avec Emmanuel Charlot (scénario), K. éditions, 2009.

### Albums collectifs
- Rocky Luke, Goupil éditeur, 1985.
- Nous construisons - L'Enfance handicapée dans la cité, Kiwanis International, 1991.
- Uderzo croqué par ses amis, Soleil Productions, 1996.
- Chirac dans tous ses états, Pictoris Studio, 1997.
- Les Filles de Soleil no 19, Soleil Productions, 2014.

## Prix
- 1976 : Prix du dessinateur français au festival d'Angoulême[21].
- 2000 : Prix Nouvelle République du festival bd BOUM de Blois pour Rahan[22].